# Anticollix melanoparia
Anticollix melanoparia är en fjärilsart som beskrevs av Graslin 1848. Anticollix melanoparia ingår i släktet Anticollix och familjen mätare. Inga underarter finns listade i Catalogue of Life.